# AMD Athlon XP-M
Der Mobile Athlon 4 oder später Athlon XP-M ist ein Notebookprozessor von AMD. Er basiert im Wesentlichen auf dem Athlon XP, verfügt aber zusätzlich über die Energiesparfunktion PowerNow!, die ihn für den mobilen Einsatz tauglich macht.
Zuerst erschien die CPU als Mobile Athlon 4, wurde dann aber später in Athlon XP-M umbenannt. Der einzige signifikante Unterschied zwischen den beiden ist, dass bei letzterem das bereits vom Athlon XP bekannte P-Rating zur Leistungsklassifizierung zum Einsatz kommt.
Die mobilen Athlons existieren in zwei Bauformen: µPGA und OPGA. Letztere ist die bekannte Form des Sockel A in Desktopboards. Durch den wählbaren Multiplikator, der meist niedrigen Versorgungsspannung und der guten Übertaktbarkeit (siehe Übertakten) insbesondere der Modelle auf Barton-Basis sind solche Prozessoren unter „Computerbastlern“ recht beliebt.

## Modelldaten Sockel A

### Palomino (als Mobile Athlon 4)
- L1-Cache: 64 + 64 KiB (Daten + Instruktionen)
- L2-Cache: 256 KiB mit Prozessortakt
- MMX, Extended 3DNow, SSE, PowerNow!
- Sockel A, EV6 mit 100 MHz Front Side Bus (FSB 200)
- Betriebsspannung (VCore): 1,55 V
- Erstes Erscheinungsdatum: 14. Mai 2001
- Fertigungstechnik: 0,18 µm
- Die-Größe: 129,26 mm² bei 37,5 Millionen Transistoren
- Taktraten: 0,85–1,2 GHz
  - 850 MHz [14. Mai 2001]
  - 900 MHz [14. Mai 2001]
  - 950 MHz [14. Mai 2001]
  - 1,0 GHz [14. Mai 2001]
  - 1,1 GHz [20. August 2001]
  - 1,2 GHz [12. November 2001]

### Palomino (als Athlon XP-M)
- L1-Cache: 64 + 64 KiB (Daten + Instruktionen)
- L2-Cache: 256 KiB mit Prozessortakt
- MMX, Extended 3DNow, SSE, PowerNow!
- Sockel A, EV6 mit 100 MHz Front Side Bus (FSB 200)
- Betriebsspannung (VCore): 1,40 V
- Erstes Erscheinungsdatum: 28. Januar 2002
- Fertigungstechnik: 0,18 µm
- Die-Größe: 129,26 mm² bei 37,5 Millionen Transistoren
- Taktraten: 1,2–1,4 GHz
  - 1400+: 1,2 GHz
  - 1500+: 1,3 GHz [28. Januar 2002]
  - 1600+: 1,4 GHz [13. März 2002]

### Thoroughbred A/B

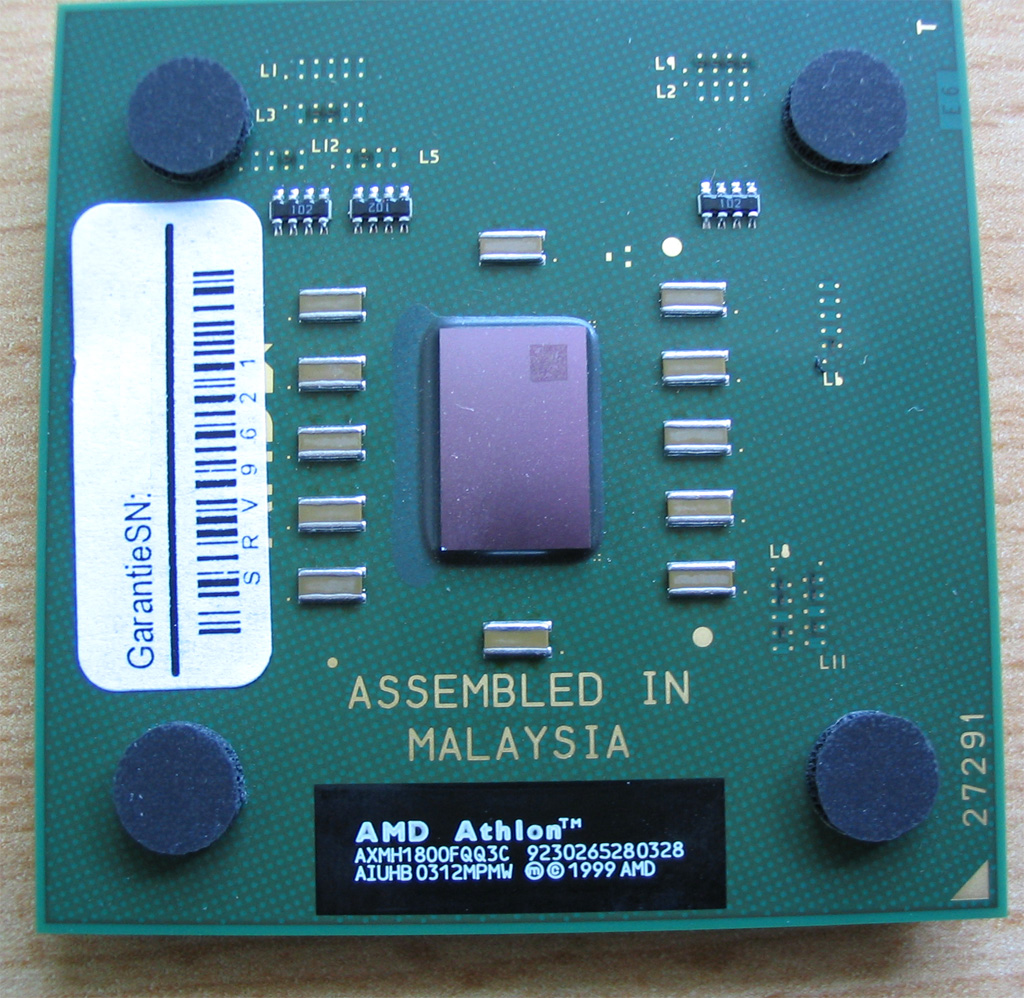
Athlon XP-M 1800+ (Thoroughbred)

- L1-Cache: 64 + 64 KiB (Daten + Instruktionen)
- L2-Cache: 256 KiB mit Prozessortakt
- MMX, Extended 3DNow, SSE, PowerNow!
- Sockel A, EV6 mit 100 MHz (T-Bred A, FSB 200) und 133 MHz (T-Bred B, FSB 266) Front Side Bus
- Betriebsspannung (VCore): maximal 1,65 V (DTR)
- Erstes Erscheinungsdatum: 17. April 2002
- Fertigungstechnik: 0,13 µm
- Die-Größe: 80,89 mm², 84,66 mm² bzw. 86,97 mm² bei 37,2 Millionen Transistoren
- Taktraten: 1,200–2,133 GHz
  - Standard:
    - 1400+: 1,200 GHz [17. April 2002]
    - 1500+: 1,333 GHz [17. April 2002]
    - 1600+: 1,400 GHz [10. Juni 2002]
    - 1700+: 1,466 GHz [10. Juni 2002]
    - 1800+: 1,533 GHz [15. Juli 2002]
    - 1900+: 1,600 GHz [24. September 2002]
    - 2000+: 1,667 GHz [24. September 2002]
    - 2200+: 1,800 GHz [11. November 2002]

  - Desktop-Replacement (DTR):
    - 1500+: 1,333 GHz [11. November 2002]
    - 1600+: 1,400 GHz [11. November 2002]
    - 1700+: 1,466 GHz [11. November 2002]
    - 1800+: 1,533 GHz [11. November 2002]
    - 1900+: 1,600 GHz [11. November 2002]
    - 2000+: 1,667 GHz [12. März 2003]
    - 2200+: 1,800 GHz [12. März 2003]
    - 2400+: 2,000 GHz [12. März 2003]
    - 2600+: 2,133 GHz [12. März 2003]

  - LV:
    - 1400+: 1,266 GHz [12. März 2003]
    - 1500+: 1,333 GHz [12. März 2003]
    - 1600+: 1,400 GHz [12. März 2003]
    - 1700+: 1,466 GHz [12. März 2003]
    - 1800+: 1,533 GHz [12. März 2003]

### Barton

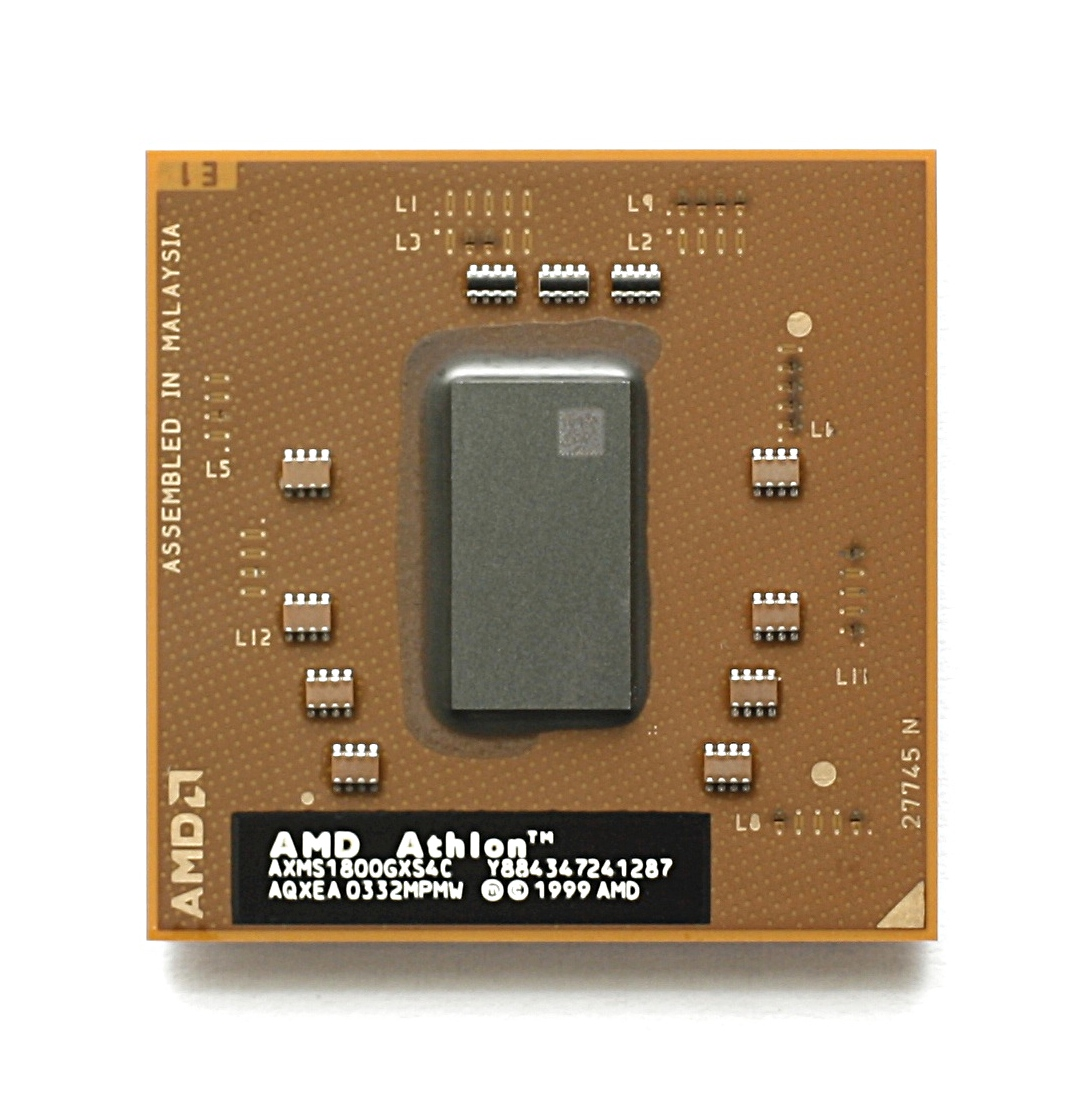
Athlon XP-M 1800+ (Barton)

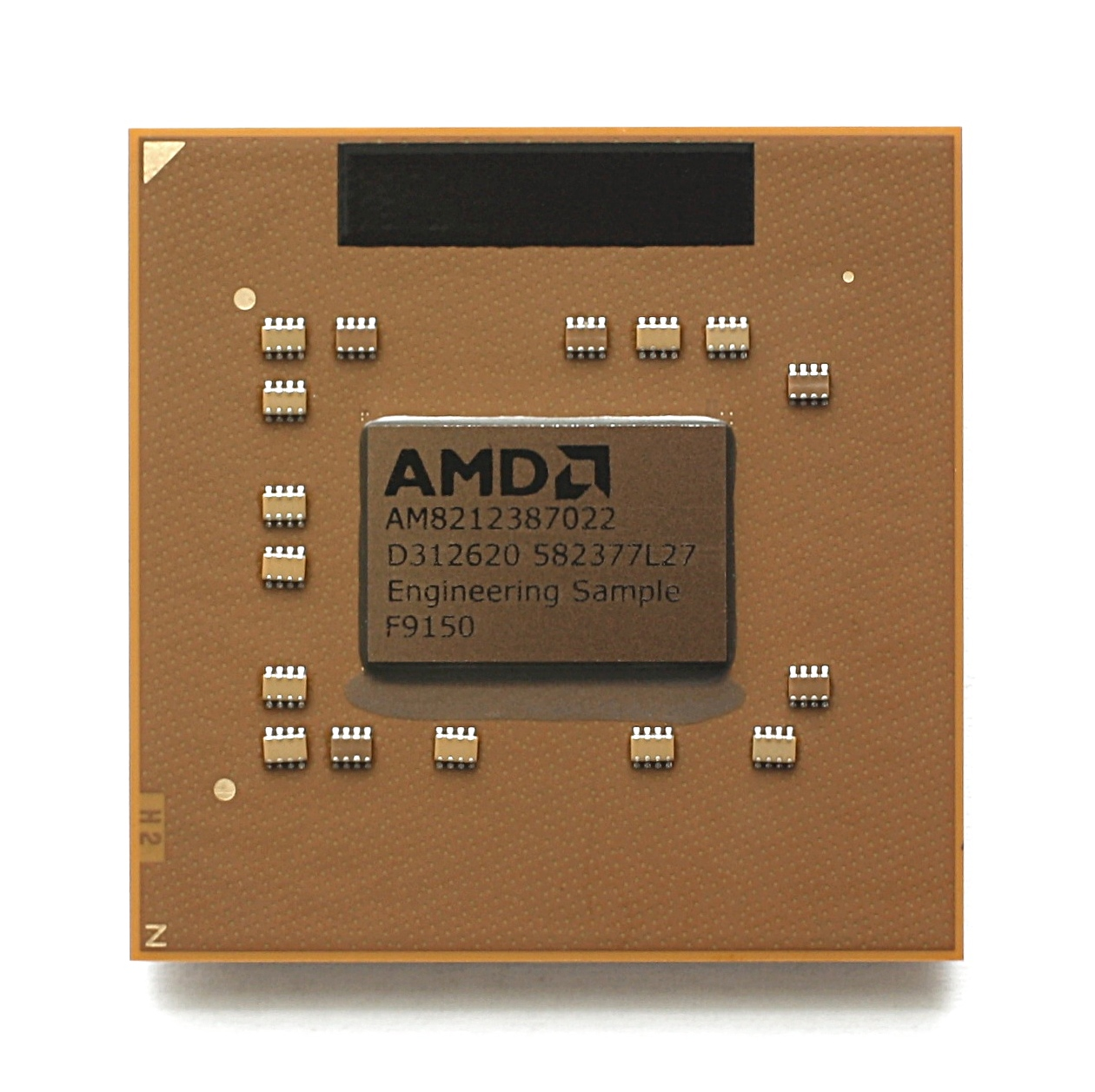
Engineering sample des Mobile Athlon XP (Barton).

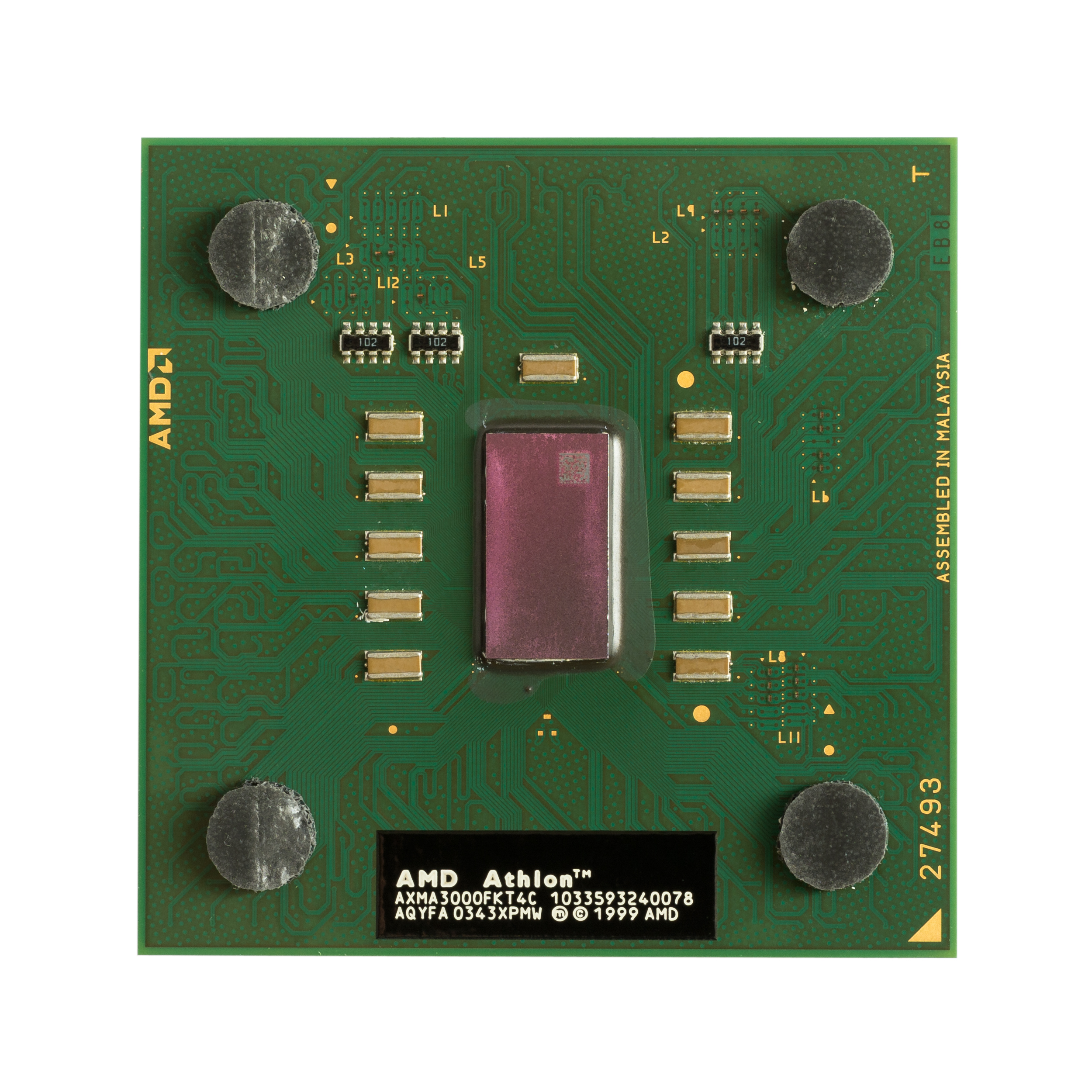
Athlon XP-M 3000+ (Barton), Desktop-Replacement

- L1-Cache: 64 + 64 KiB (Daten + Instruktionen)
- L2-Cache: 512 KiB mit Prozessortakt
- MMX, Extended 3DNow, SSE, PowerNow!
- Sockel A, EV6 mit 133 MHz Front Side Bus (FSB 266)
- Betriebsspannung (VCore): 1,35 V (LV), 1,45 V (Standard), 1,55 V (XP-M 2800+), 1,65 V (DTR)
- Erstes Erscheinungsdatum: 7. Juni 2003
- Fertigungstechnik: 0,13 µm
- Die-Größe: 100,99 mm² bei 54,3 Millionen Transistoren
- Taktraten: 1,466–2,200 GHz
  - Standard:
    - 1900+: 1,466 GHz
    - 2000+: 1,533 GHz
    - 2100+: 1,600 GHz
    - 2200+: 1,667 GHz
    - 2400+: 1,800 GHz
    - 2500+: 1,866 GHz
    - 2600+: 2,000 GHz
    - 2800+: 2,133 GHz

  - Desktop-Replacement (DTR):
    - 2600+: 2,000 GHz
    - 2800+: 2,133 GHz [7. Juni 2003]
    - 3000+: 2,200 GHz

  - LV:
    - 1900+: 1,466 GHz [17. Juni 2003]
    - 2000+: 1,533 GHz [17. Juni 2003]
    - 2100+: 1,600 GHz [17. Juni 2003]
    - 2200+: 1,667 GHz
    - 2400+: 1,800 GHz

## Modelldaten Sockel 754
Alle Prozessoren für den Sockel 754 besitzen einen Speichercontroller mit einem Kanal (64 Bit, Single-Channel-Betrieb) für DDR-SDRAM.

### Paris
Dieses nahezu exklusiv über HP (etwa in zv5200- oder nx9105-Notebooks) vertriebene Modell basiert bereits auf der K8-Generation – also dem Athlon 64. Es wurde aber als Athlon XP-M verkauft. Gegenüber dem Athlon 64 (ebenfalls für den Sockel 754) kommt dieser Athlon XP-M mit deutlich weniger L2-Cache und ohne AMD64-Erweiterungen daher. Aufgrund der dennoch gestiegenen pro-MHz-Leistung ist der Athlon XP-M „Paris“ für Sockel 754 mit seinen 1,60 GHz leistungsstärker als der Athlon XP-M „Barton“ für Sockel A mit 1,67 GHz und erhielt daher ein höheres P-Rating (2800+ anstelle von 2200+).
- Revision CG
- L1-Cache: 64 + 64 KiB (Daten + Instruktionen)
- L2-Cache: 128 oder 256 KiB mit Prozessortakt
- MMX, Extended 3DNow, SSE, SSE2, PowerNow!, NX-Bit
- Sockel 754, HyperTransport mit 800 MHz (HT 1600)
- Betriebsspannung (VCore): 0,80–1,40 V
- Leistungsaufnahme (TDP):
- Erscheinungsdatum: 3. Quartal 2004
- Fertigungstechnik: 0,13 µm (SOI)
- Taktraten:
  - 2800+: 1,600 GHz (128 KiB L2-Cache)
  - 3000+: 1,600 GHz (256 KiB L2-Cache)